# Regierungsbezirk Frankfurt

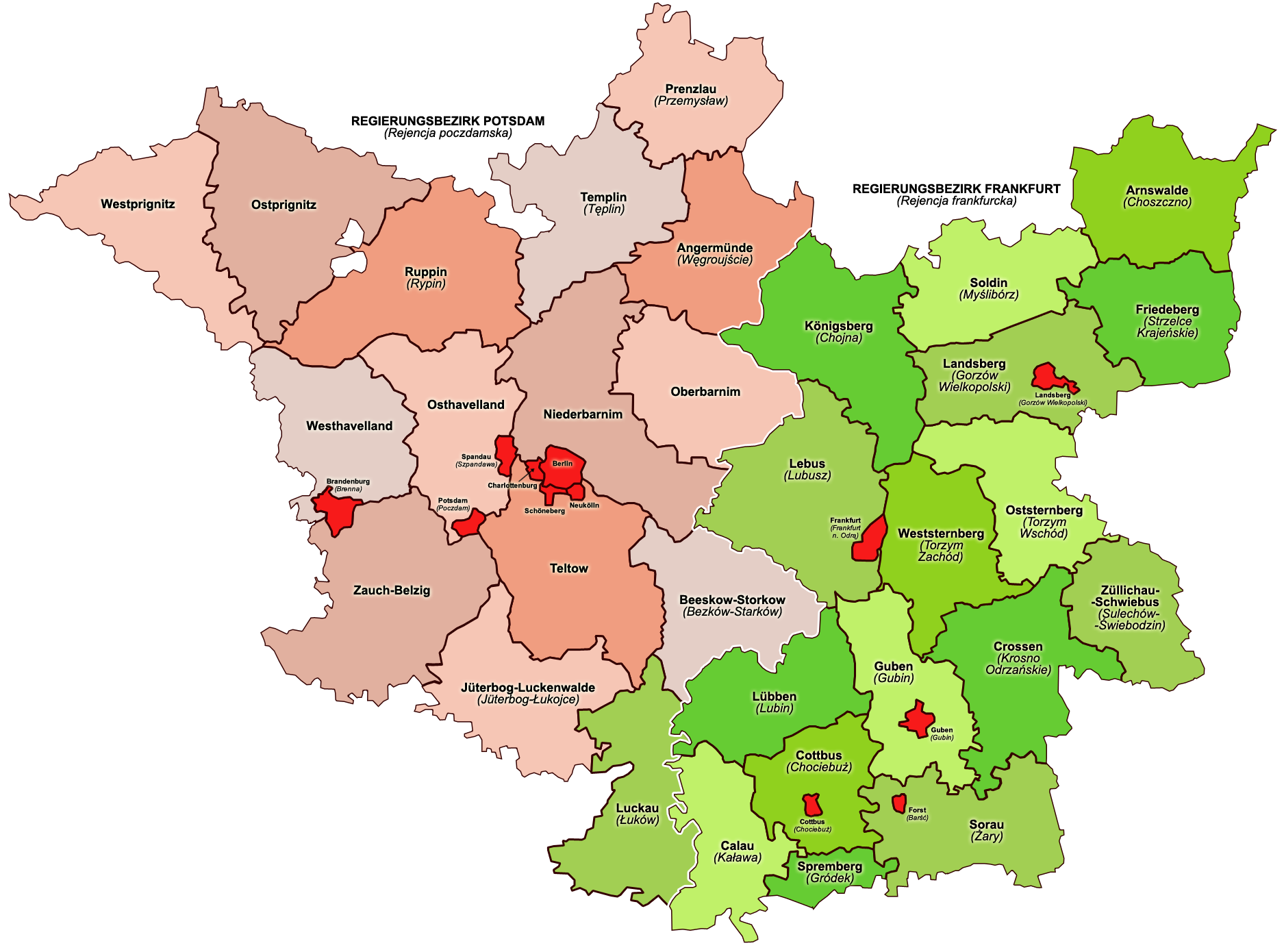
Provinsen Brandenburg år 1905. Regierungsbezirk Frankfurt utbredning är markerat med grönt.

Regierungsbezirk Frankfurt var ett regeringsområde i den preussiska provinsen Brandenburg, 1815–1945. Huvudort var Frankfurt an der Oder.
Det hade en yta på 19 198 km² och en befolkning på 1 202 021 invånare (1905), 62 invånare på 1 km², därav omkring 4 procent katoliker. Det var indelat i 22 kretsar.
Efter Tysklands nederlag i andra världskriget delades regeringsområdets territorium mellan Östtyskland och Polen. Idag tillhör den västra delen förbundslandet Brandenburg i Tyskland och den östra delen ligger i vojvodskapen Lubusz och Västpommern i Polen.
Stadtkreise
1. Cottbus (från 1886)
2. Forst (från 1897)
3. Frankfurt (från 1826)
4. Guben (från 1884)
5. Landsberg (från 1892)

Landkreise (residensstad)
1. Calau (Calau)
2. Cottbus (Cottbus)
3. Crossen (Crossen)
4. Guben (Guben)
5. Königsberg (Königsberg)
6. Landsberg (Landsberg)
7. Lebus (Frankfurt (1816-1863), Seelow (1863-1946))
8. Luckau (Luckau)
9. Lübben (Lübben)
10. Meseritz (från 1938) (Meseritz)
11. Oststernberg (Zielenzig)
12. Schwerin (från 1938) (Schwerin)
13. Soldin (Soldin)
14. Sorau (Sorau)
15. Spremberg (Spremberg)
16. Weststernberg (Reppen)
17. Züllichau-Schwiebus (Züllichau)

## Källa
Den här artikeln är helt eller delvis baserad på material från Nordisk familjebok, Frankfurt an der Oder, 1904–1926.